# Ernst-Anton von Krosigk
Ernst-Anton von Krosigk (Potsdam, 5 marzo 1898 – Kandau, 10 aprile 1945) è stato un generale tedesco della Wehrmacht durante la seconda guerra mondiale.

## Biografia

### I primi anni e la prima guerra mondiale
Ernst-Anton era il figlio primogenito del capitano prussiano Gebhard Friedrich von Krosigk e di sua moglie la baronessa Helene von Bodenhausen.
Krosigk si unì al battaglione cacciatori il 14 giugno 1915 come alfiere. Con questo grado venne schierato sul fronte occidentale della prima guerra mondiale, rimanendo in servizio sino al 18 gennaio 1919. Durante questo periodo, Krosigk completò un corso di formazione a Döberitz dal 15 novembre 1915 al 1º febbraio 1916. Nel dicembre 1916 completò anche un corso di lancio con mortai presso l'11ª armata a Prilep e da maggio a giugno del 1918 frequentò un corso di plotone e comandante di compagnia. Venne quindi promosso tenente del suo reggimento e concluse il conflitto con entrambe le croci di ferro, oltre al distintivo nero per feriti, la mezzaluna di ferro del governo turco e l'ordine militare al coraggio di Baviera di IV classe.

### Dalla repubblica di Weimar alla seconda guerra mondiale
Dopo la smobilitazione del suo reggimento, Krosigk si unì al reggimento di stanza a Potsdam dove rimase fino al 1º maggio 1919. In quello stesso giorno venne accettato nel Reichswehr ed assegnato come aiutante del 3º battaglione di cacciatori. Il 16 maggio 1920 si trasferì al 2º battaglione del 5º reggimento di fanteria. Krosigk rimase in tale posizione sino al 1º gennaio 1920, passando poi al 9º reggimento di fanteria sino al 1º dicembre 1921 quando divenne ufficiale d'ordinanza. Il 19 aprile 1922 e sino al 1º novembre 1927 completò vari corsi sull'uso delle armi e sulle comunicazioni, all'interno della 6ª compagnia.
Il 1º novembre 1928, Krosigk venne trasferito all'8º reggimento di fanteria, venendo schierato nell'8º battaglione. Il 1º ottobre 1928 lasciò il reggimento e completò l'addestramento al ministero della Reichswehr a Berlino. Successivamente prestò servizio dal 1º ottobre 1930 al 1º ottobre 1931 presso il comando militare della città di Berlino. Krosigk venne dunque impiegato sino al 1º ottobre 1934 nel reparto notizie presso Hannover, dove dal 1º ottobre 1932 venne promosso al grado di capitano capitano. Il 1º ottobre 1934 venne assegnato all'ufficio di reclutamento del Reichswehr a Münster, rimanendovi sino al 1º maggio 1935. Venne quindi assegnato all'ispettorato militare di Münster e dal 20 novembre di quello stesso anno 1935 venne riassegnato al 4° dipartimento dello stato maggiore dell'esercito, venendo promosso al grado di maggiore il 1º marzo 1936. Krosigk venne quindi trasferito allo staff della 28ª divisione di fanteria il 6 ottobre 1936, rimanendovi sino al 1º agosto 1938 quando venne trasferito all'Accademia di guerra di Berlino come istruttore, lavorandovi sino al 26 agosto 1939.

### La seconda guerra mondiale
Con lo scoppio della seconda guerra mondiale, venne mobilitato nello stato maggiore del comando generale dell'VIII corpo d'armata.
Durante la campagna militare in Polonia, Krosigk prestò servizio dal 10 settembre al 13 ottobre 1939 come Primo Ufficiale di Stato Maggiore nella Divisione A dell'esercito e poi fino al 27 novembre 1939 presso il comando della sezione di frontiera sud. Venne quindi assegnato al comando generale del XXII Corpo d'Armata dell'esercito, prestando servizio sempre come primo ufficiale di stato maggiore dal 1º dicembre 1939 al 20 settembre 1940. Il 20 settembre 1940, venne trasferito in riserva e impiegato presso l'accademia di guerra di Berlino-Gatow, rimanendovi sino a metà marzo del 1941. Il 15 marzo 1941, Krosigk venne nominato spostato sul fronte orientale, servendo inizialmente sotto il generale Karl von Roques e dal 27 ottobre 1941 sotto il comando di Erich Friderici.
Dal 26 dicembre 1941 al 20 giugno 1943, Krosigk fu capo di stato maggiore del 1º corpo d'armata e ricevette la croce tedesca in oro il 9 agosto 1942. Durante questo periodo prestò servizio anche come comandante della 24ª divisione di fanteria dal 14 febbraio 1943 fino alla fine del mese. Quindi Krosigk venne trasferito in riserva presso l'alto comando dell'esercito e gli venne affidata poi la guida della 1ª divisione di fanteria dal 1º luglio 1943. Il 1º settembre 1943, pur essendo stato promosso al solo grado di maggiore generale, infatti, ne divenne il comandante. La divisione combatté sotto il suo comando nella terza battaglia del Ladoga. Nel gennaio del 1944, la sua divisione venne posta nell'area di Winniza e Krosigk ricevette la croce di cavaliere della Croce di Ferro il 12 febbraio 1944. Nel marzo del 1944, la divisione di Krosigk venne impegnata nella battaglia di Kamenez-Podolski con la 1. Panzerarmee. Tuttavia, il tenente generale Hans-Valentin Hube riuscì ad evitare che le truppe tedesche venissero accerchiate grazie anche alla prontezza di Krosigk che venne infatti menzionato nel rapporto della Wehrmacht del 21 marzo 1944 .
Dopo il successo di quest'ultima azione, la 1ª divisione di fanteria sotto il comando di Krosigk venne trasferita nella Prussia orientale e dall'agosto 1944 fu di nuovo impiegata in una serie di battaglie difensive contro l'Armata Rossa nell'area di Schloßberg come parte della IV armata. Il 1º ottobre 1944, Krosigk cedette il comando della divisione al tenente generale Hans Schittnig e venne riassegnato alla riserva entro la metà di dicembre del 1944. Krosigk venne nominato generale di fanteria e destinato inizialmente alla guida del XVI corpo d'armata dal 30 gennaio 1945 e poi in Curlandia. Il 6 aprile 1945, Krosigk cedette il proprio comando al tenente generale Gottfried Weber. Il 10 aprile, Krosigk rimase ucciso in un attacco aereo sovietico nei pressi di Kandau, venendo insignito postumo due giorni dopo delle fronde di quercia per la sua medaglia della Croce di Ferro per il valore dimostrato.

### Il coinvolgimento nell'olocausto
Krosigk fu uno dei generali della Wehrmacht coinvolto direttamente nelle operazioni dell'Olocausto in Ucraina. Il 25 agosto 1941 egli fu infatti tra i generali che presero parte ad una riunione che decise il massacro di 11.000 ebrei nel territorio ucraino, anche se il progetto non poté essere portato avanti con sistematicità.
Sicuramente questa riunione servì da sprone per il massacro di Kamenez-Podolsk che portò alla fucilazione di 23.600 ebrei locali.